# EL Кравчук
EL Кравчук, настоящее имя Андре́й Викторович Оста́пенко (укр. Андрій Вікторович Остапенко, род. 17 марта 1977 года, Вильнюс) — украинский певец, актёр и телеведущий.

## Биография

### Детство и юношество
Родился 17 марта 1977 года в городе Вильнюсе (Литва). Мать, Людмила Владимировна Остапенко — врач, отец Виктор Сергеевич Остапенко — военный преподаватель, профессор. В 1989 году семья переехала в Киев, где Андрей окончил 11 классов в гимназии № 153.
В 1993 году поступил в Киевское музыкальное училище имени Глиера (учится по классу вокала) и одновременно — в Национальный педагогический университет имени М.П. Драгоманова на исторический факультет. Начал выступать на сцене, будучи студентом музыкального училища Глиера в качестве солиста группы «Сингапур».

### Карьера музыканта
В 1994 году выбрал псевдоним EL Кравчук, где «EL» означало «электронный»: так Кравчук позиционировал свой стиль. В 1995 году подал заявку на участие в международном конкурсе «Червона Рута» и победил в нём. Началась запись первого альбома. В 1996 году подписал контракт с лейблом «Музыкальная биржа» и поступил в Киевскую государственную консерваторию. В 1997 году вышел первый альбом исполнителя «Ничей». В поддержку альбома был организован всеукраинский тур по 35 городам. В конкурсе «Человек года»[уточнить] EL Кравчук победил в номинации «Артист года». Тогда же снялся в эпизодической роли в «Шоу долгоносиков». В 1998 году стал выпускником училища Глиера и консерватории, а также закончил факультет истории педуниверситета им. Драгоманова.
В 2000 году вышел альбом «Солдат кохання», в поддержку которого был организован тур. В конкурсе «Золотое перо жар-птицы» шоу EL Кравчука «Солдат кохання» было признано «Лучшим шоу года».
В 2001 году вышел альбом «Мортидо», который сводился в Лондоне. Прошёл всеукраинский тур «100 % любви». В том же году Кравчук снялся в сериале «След оборотня», написал несколько музыкальных композиций к фильму. В 2005 году Кравчук снялся в фильме «Happy people».
С 2006 году Кравчук начал сотрудничество с компанией «Планета Мьюзик» под руководством продюсера Олега Чёрного. В 2007 году начал сотрудничество с композитором и саунд-продюсером Михаилом Некрасовым. Вышла новая песня и клип «Hollywood» (режиссёр — Герман Глинский). В 2008 году продюсером EL Кравчука стал композитор Михаил Некрасов. Артист выступил на «Таврийских Играх» в дуэте с Веркой Сердючкой с песней «Лети на свет». Был снят клип на одноимённую песню (режиссёр — Виктор Скуратовский). В 2009 году участвовал в проекте «In the Mood» (запись песни для Eurovision Dance Contest). Украинская пара Подкопаева — Костецкий заняли 3-е место с танцем «Джайв» и композицией «In the Mood». Принял участие в международном проекте «Золотая лилия» по записи гимна спортивного фестиваля. Участвовал в национальном отборе «Евровидения» с песней «Fly to Heaven».
В 2010 году El Кравчук начал работать самостоятельно, занимаясь продюсированием новых песен, концертных выступлений. Участвовал в национальном отборе конкурса «Евровидение» с песней «Моя надежда», написанной композитором Олегом Попковым и священником-поэтом из Берлина Даниилом Ирбитсом. Песня «Моя надежда» стала лидером национального отбора. Совместно с режиссёром и продюсером Семёном Горовым артист представил новую концертную программу «Танго Вертинского». В 2011 году были сняты видеоклипы «Города», «На облаках» (Режиссёр Семён Горов). EL Кравчук выпустил альбом песен Александра Вертинского «То, что я должен сказать» и начал сотрудничество с рекординговым лейблом Moon Records. В 2012 году гастроли концертной программы «Танго Вертинского» прошли в Украине, России, Латвии и Германии.
Артист начал сотрудничество с саунд-продюсером Иваном Демцовым, а также записал песни «Победим», «Прости». Презентация новой концертной программы «Победим» прошла с участием балета и Dj GLADIATOR. Гастроли концертной программы «Победим» прошли в Украине, Латвии и Турции. Кравчук снялся в телевизионных шоу «Алло директор», «Говорить Україна», «Пусть говорят», «Дім на заздрість всім», «10 на 10».
Рекординговый лейбл Moon Records выпустил два альбома El Кравчука — «На облаках» и «Избранное» (лучшие песни за 15 лет и видеоклипы, концертные выступления 1995—2012).

### Театр, телевидение
В 2003 году Кравчук сделал перерыв в сольной карьере и все время посвятил театральной постановке «Гамлет» (режиссёр — Андрей Жолдак). Кравчук принял участие в 85 спектаклях в Украине, Голландии, Франции, Испании, Македонии, Хорватии, Румынии, Болгарии, Польше, Германии, России, Сербии. В 2005 году произошла премьера авторского мюзикла «Солнце».
В 2005 году стал ведущим программы «Хочу быть звездой» на канале «1+1». В 2013 году участвОвал в шоу перевоплощений звёзд на канале «Украина» — «Як дві краплі». В 2018 году принял участие в телепрограмме «X-фактор».

## Дискография
- 1997 — «Нічий»
- 2000 — «Солдат Кохання»
- 2001 — «Мортидо»
- 2011 — «На облаках»
- 2012 — «Избранное»
- 2023 — «EL Кравчук»

## Видеоклипы
- «Hollywood»
- «Лети на свет»
- «Война всегда война»
- «Доля»
- «Ты не верь»
- «Цыплёнок жареный»
- «Навіщо»
- «Мы скоро встретимся с тобой»
- «Душа»
- «Мерилин»
- «Кокаинеточка»
- «Города»
- «На облаках»
- «Дым твоих сигарет»
- «Сумасшедшая»

## Фильмография
- 2001 — «След оборотня» — певец Аркадий Черепанов
- 2002 — «Happy people»
- 2012 — «Апартаменты» (режиссёр А.Шапиро)[21]